# Římskokatolická farnost Řeznovice
Římskokatolická farnost Řeznovice je územní společenství římských katolíků s farním kostelem svatého Petra a Pavla v děkanství rosickém. Do farnosti spadají tři části města Ivančice – Řeznovice, Budkovice a Hrubšice, dále část města Moravský Krumlov Polánka a obec Biskoupky.

## Historie farnosti
Farní kostel v Řeznovicích pochází z dvanáctého století a patří k několika málo zachovaným románským kostelům na Moravě. K původní románské stavbě byla po roce 1500 přistavěna chrámová loď. Kostel kolem roku 1300 náležel řádu templářů. V kostele byl pohřben roku 1310 komtur tohoto řádu Ekko.

## Duchovní správci
První zmínka o faře pochází z roku 1276. V letech 1550 až 1622 byla fara nekatolická. Od tohoto roku až do roku 1784 spadaly Řeznovice do oslavanské farnosti. Roku 1784 byla farnost obnovena náboženským fondem.
Administrátorem excurrendo byl od 1. srpna 2012 R. D. Pavel Römer z farnosti Ivančice. K 1. srpnu 2017 byl novým administrátorem excurrendo jmenován R. D. Mgr. RNDr. Miroslav Kazík, kterého 1. srpna 2025 nahradil R. D. Mgr. Mariusz Józef Sierpniak.

## Bohoslužby
| Kostel                      | Místo     | Bohoslužba (den)           | Hodina                                    | Poznámka     |
| --------------------------- | --------- | -------------------------- | ----------------------------------------- | ------------ |
| sv. Petra a Pavla           | Řeznovice | neděle středa              | 11.00 18.00 (latinská)                    | Farní kostel |
| kaple sv. Petra a Pavla     | Biskoupky | sobota (poslední v měsíci) | 18.00 (zimní období)/19.00 (letní období) | Kaple        |
| kaple Narození Panny Marie  | Polánka   | sobota (3. v měsíci)       | 18.00 (zimní období)/19.00 (letní období) | Kaple        |
| kaple sv. Cyrila a Metoděje | Budkovice | sobota (2. v měsíci)       | 17.00 (zimní období)/18.00 (letní období) | Kaple        |
| kaple Panny Marie           | Hrubšice  |                            |                                           | Kaple        |

## Aktivity ve farnosti
V pondělí a ve čtvrtek ráno v 8 hodin, ve středu a v pátek v 17 hodin (v létě v 18 hodin) se v kostele slouží mše svatá podle misálu sv. Jana XXIII.
Ve farnosti se pravidelně pořádá tříkrálová sbírka. V roce 2015 její výtěžek činil v Řeznovicích 10 633 korun.
Na 9. květen připadá Den vzájemných modliteb farností za bohoslovce a bohoslovců za farnosti brněnské diecéze. Adorační den se koná nejbližší neděli po 4. prosinci.